# U.S. Department of Agriculture. Division of Botany. Bulletin
U.S. Department of Agriculture. Division of Botany. Bulletin (abreviado U.S.D.A. Div. Bot. Bull.) es una revista ilustrada con descripciones botánicas que fue editada  por  el Departamento de Agricultura de los Estados Unidos. Se publicaron los números 12 al 29 desde el año 1890 hasta 1901. 